# 川滇变豆菜
川滇变豆菜（学名：Sanicula astrantiifolia）为伞形科变豆菜属的植物，是中国的特有植物。分布在中国大陆的西南等地，生长于海拔1,932米至3,000米的地区，常生长在生长河边杂木林下及山坡草地，目前尚未由人工引种栽培。

## 别名
五匹风（四川）、小黑药（云南中草药）

## 异名
- Sanicula javanica Blume